# Kjell Johansson (tennista)
Kjell Johansson (Dalsjöfors, 12 febbraio 1951) è un ex tennista svedese.

## Carriera
In carriera ha vinto un titolo nel singolare, il Lagos Open nel 1978. Nei tornei del Grande Slam ha ottenuto il suo miglior risultato raggiungendo il terzo turno nel singolare all'Open di Francia nel 1975 e agli US Open nel 1975 e nel 1976.
In Coppa Davis ha giocato un totale di 24 partite, ottenendo 13 vittorie e 11 sconfitte.

## Statistiche

### Singolare

#### Vittorie (1)
| Numero | Anno         | Torneo            | Superficie | Avversario in finale | Punteggio |
| 1.     | 5 marzo 1978 | Lagos Open, Lagos | Cemento    | Robin Drysdale       | 9-8, 6-3  |

#### Finali perse (3)
| Numero | Anno          | Torneo                               | Superficie  | Avversario in finale | Punteggio     |
| 1.     | 28 marzo 1976 | Trofeo Lois, Valencia                | Terra rossa | Manuel Orantes       | 2-6, 2-6, 2-6 |
| 2.     | 20 marzo 1977 | Scandanavian Championships, Helsinki | Sintetico   | Mark Cox             | 3-6, 3-6      |
| 3.     | 12 marzo 1978 | Cairo Open, Il Cairo                 | Terra rossa | José Higueras        | 6-4, 4-6, 4-6 |

### Doppio

#### Finali perse (1)
| Numero | Anno         | Torneo            | Superficie  | Compagno  | Avversari in finale       | Punteggio     |
| 1.     | 2 marzo 1980 | Lagos Open, Lagos | Terra rossa | Leo Palin | Tony Graham Bruce Nichols | 3-6, 6-0, 3-6 |